# We're Not Happy 'til You're Not Happy
We're Not Happy 'til You're Not Happy è il quinto album in studio del gruppo musicale statunitense Reel Big Fish, pubblicato nel 2005.

## Tracce
Tutte le tracce sono state scritte da Aaron Barrett, eccetto dove indicato.

1. The Fire – 3:05 (Barrett, Dan Regan)
2. Drinkin' – 3:25
3. Don't Start a Band – 3:18
4. A-W-E-S-O-M-E – 3:32
5. We Hate It When Our Friends Become Successful (Morrissey cover) – 2:23 (Morrissey, Alan Whyte)
6. Turn the Radio Off – 2:38 (Barrett, Regan)
7. Talkin' 'bout a Revolution (Tracy Chapman cover) – 3:24 (Tracy Chapman)
8. The Bad Guy – 3:32 (Barrett, Regan, Matt Wong, Scott Klopfenstein)
9. Story of My Life (Social Distortion cover) – 4:10 (Mike Ness)
10. The Joke's on Me – 3:49
11. One Hit Wonderful – 4:18
12. Last Show – 3:02 (Barrett, Klopfenstein)
13. Say Goodbye – 4:09
14. Your Guts (I Hate 'Em) + You're Gonna Die – 14:57